# هی (واشینگتن)
هی (به انگلیسی: Hay) یک منطقهٔ مسکونی در ایالات متحده آمریکا است که در شهرستان ویتمن، واشینگتن واقع شده‌است. هی ۳۳۱٫۹۳ متر بالاتر از سطح دریا واقع شده‌است.